# العلاقات المالطية المولدوفية
العلاقات المالطية المولدوفية هي العلاقات الثنائية التي تجمع بين مالطا ومولدوفا.

## مقارنة بين البلدين
هذه مقارنة عامة ومرجعية للدولتين:
| وجه المقارنة                                              | مالطا                                                     | مولدوفا                           |
| --------------------------------------------------------- | --------------------------------------------------------- | --------------------------------- |
| المساحة (كم2)                                             | 316                                                       | 33.85 ألف                         |
| عدد السكان (نسمة)                                         | 465.29 ألف                                                | 2.55 مليون                        |
| الكثافة السكانية (ن./كم²)                                 | 147.24 ألف                                                | 75.33                             |
| العاصمة                                                   | فاليتا                                                    | كيشيناو                           |
| اللغة الرسمية                                             | اللغة المالطية، لغة إنجليزية                              | اللغة المولدوفية، اللغة الرومانية |
| العملة                                                    | يورو، ليرة مالطية                                         | ليو مولدوفي                       |
| الناتج المحلي الإجمالي (بليون دولار)                      | 12.54 مليار                                               | 8.13 مليار                        |
| الناتج المحلي الإجمالي (تعادل القوة الشرائية) بليون دولار | 14.68 مليار                                               | 17.94 مليار                       |
| الناتج المحلي الإجمالي الاسمي للفرد دولار أمريكي          | 22.60 ألف                                                 | 3.65 ألف                          |
| الناتج المحلي الإجمالي للفرد دولار أمريكي                 |                                                           | 4.98 ألف                          |
| مؤشر التنمية البشرية                                      | 0.839                                                     | 0.693                             |
| رمز المكالمات الدولي                                      | +356                                                      | +373                              |
| رمز الإنترنت                                              | .mt                                                       | .md                               |
| المنطقة الزمنية                                           | توقيت وسط أوروبا، ت ع م+01:00، ت ع م+02:00، أوروبا/مالطا ‏ | ت ع م+02:00، ت ع م+03:00          |

## منظمات دولية مشتركة
يشترك البلدان في عضوية مجموعة من المنظمات الدولية، منها:
| علم المنظمة | اسم المنظمة                               | تاريخ انضمام مالطا | تاريخ انضمام مولدوفا |
| ----------- | ----------------------------------------- | ------------------ | -------------------- |
|             | مجلس أوروبا                               | ?                  | ?                    |
|             | البنك الدولي للإنشاء والتعمير             | 26 سبتمبر 1983     | 12 أغسطس 1992        |
|             | منظمة التجارة العالمية                    | ?                  | ?                    |
|             | المركز الدولي لتسوية المنازعات الاستشارية | 3 ديسمبر 2003      | 4 يونيو 2011         |
|             | منظمة الأمن والتعاون في أوروبا            | 25 يونيو 1973      | 30 يناير 1992        |
|             | منظمة حظر الأسلحة الكيميائية              | ?                  | ?                    |
|             | الفريق المعني برصد الأرض                  | ?                  | ?                    |
|             | المنظمة الأوروبية لسلامة الملاحة الجوية   | 1989               | 2000                 |
|             | الأمم المتحدة                             | 1 ديسمبر 1964      | 2 مارس 1992          |
|             | منظمة الشرطة الجنائية الدولية             | ?                  | ?                    |
|             | وكالة ضمان الاستثمار متعدد الأطراف        | 12 سبتمبر 1990     | 9 يونيو 1993         |
|             | يونسكو                                    | 10 فبراير 1965     | 27 مايو 1992         |
|             | مؤسسة التمويل الدولية                     | 1 يونيو 2005       | 10 مارس 1995         |
|             | الاتحاد البريدي العالمي                   | ?                  | ?                    |
|             | الاتحاد الدولي للاتصالات                  | 1965               | 20 أكتوبر 1992       |

## وصلات خارجية
- موقع وزارة الخارجية المالطية
- موقع وزارة الخارجية المولدوفية